# 10cm K 17

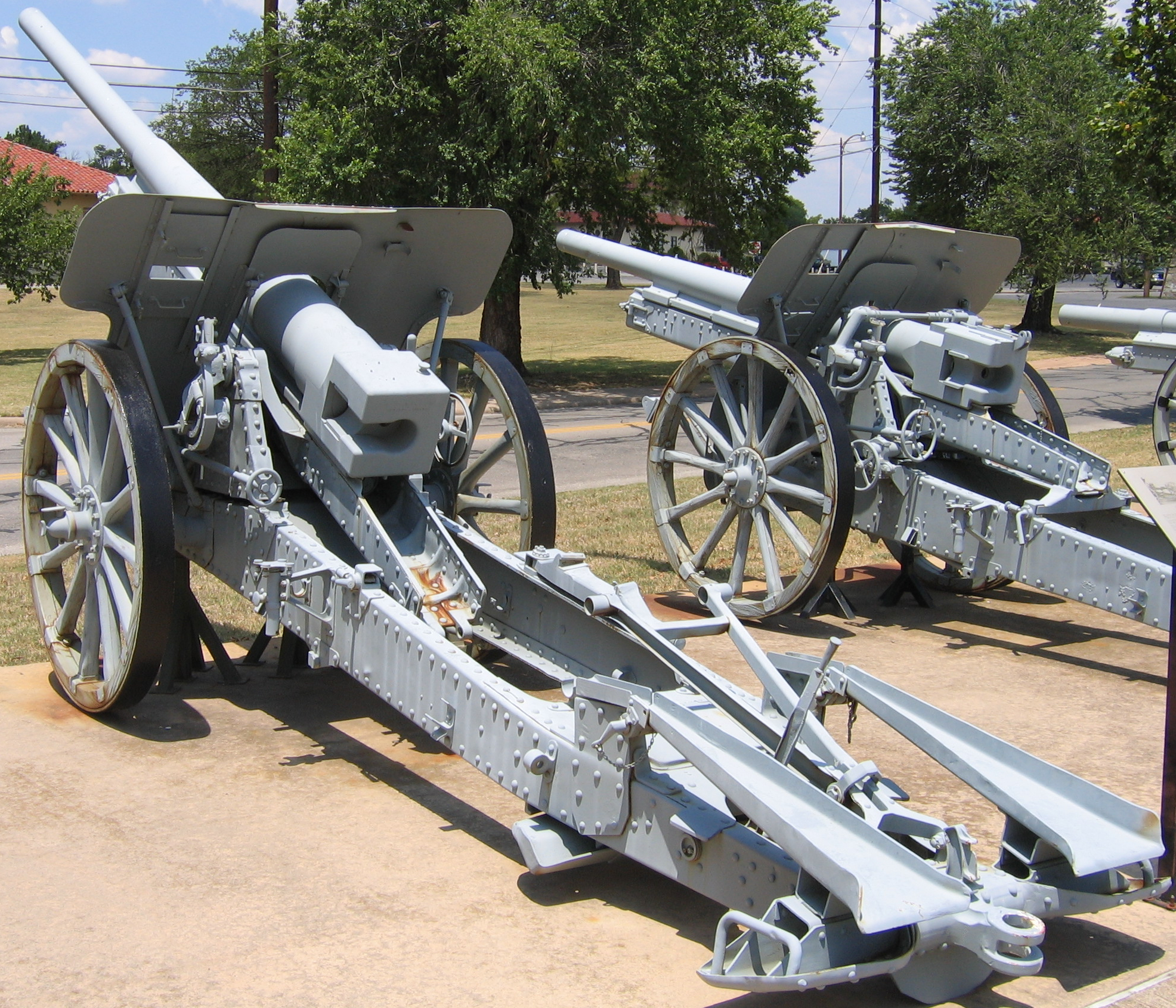
10 cm K 17、奥は10 cm K 14

10 cm K 17（10 cm Kanone 17）とは、第一次世界大戦においてドイツ帝国が使用した口径105mmの重野砲である。

## 概要
第一次世界大戦において、10cm K 14は射程が短かったためドイツ軍では不評であった。そこでクルップ社はドイツ軍の要求に応えてK 14の砲架により長大な45口径の砲身を取り付けた改良型、K 17を開発した。
K 17は長砲身化を図った分重量が増加したため、牽引時には砲身を取り外して別の馬車に乗せて運ぶ必要があった。砲身と砲架は共通であったが、駐退復座機は工場の違いからか気圧復座式とばね圧復座式の2種類の形式が存在する。
第一次世界大戦終結後ドイツはヴェルサイユ条約の軍備制限条項によって火砲の保有を禁止されたため、保有していたK 17の一部はスウェーデンやルーマニア、オーストリアに売却され、残りはスクラップにされたと考えられていた。しかしドイツは一部の火砲を隠匿・温存しており、第二次世界大戦では主に沿岸防衛を任務として使用されていた。

## スペック
- 口径：105 mm[1]
- 全長： m
- 全幅： m
- 重量：3,300 kg[1]
- 砲身長：4,725 mm（45口径）[1]
- 仰俯角：-2°〜+45°[1]
- 左右旋回角：6°[1]
- 運用要員：名
- 発射速度：発/分（最大）
- 射程：16,500 m[1]
- 生産期間：1917年 - 1918年
- 生産総数：192門